# Orkadisches Langhaus

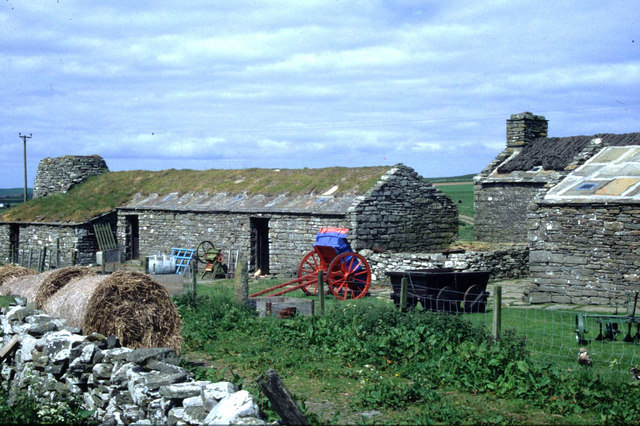
Corrigal Farm Museum

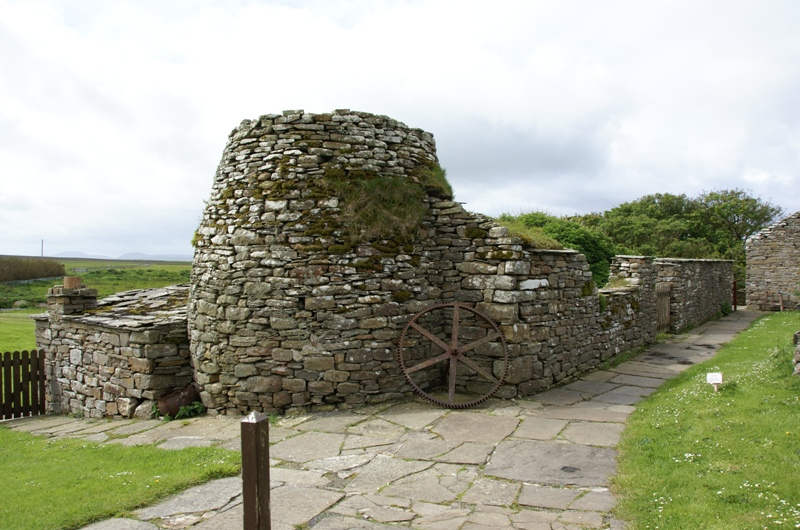
Kirbuster Farm Museum; im Vordergrund ein Doocot (Taubenschlag)

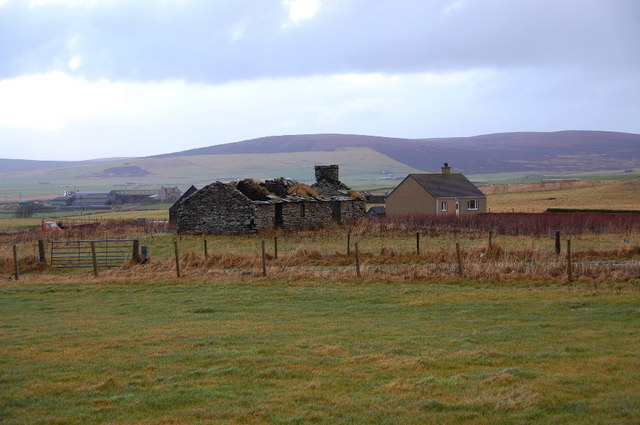
Bimbister – Ruine des Langhauses und moderner Neubau

Das Orkadische Langhaus ist eine traditionelle, an das Klima angepasste Wohnhausform auf den Orkney in Schottland. Es hat sich im Laufe der letzten 12 Jahrhunderte kaum verändert. Es ist noch rudimentär erhalten, oder restauriert zu sehen:
- auf Mainland
  - Bimbister
  - Brough of Birsay
  - Corrigal
  - Kirbuster
  - Mossetter
  - Winksetter
- auf Westray
  - Bisgeos

Obwohl es Beweise dafür gibt, dass auch die Pikten einige große Häuser gebaut haben, erschien das Langhaus erst nach der Ansiedlung der Wikinger auf Orkney. Die Grundrisse der ersten Häuser auf dem Brough of Birsay unterscheiden sich Form und Größe kaum von späteren Häusern, wie Winksetter, Bimbister oder Corrigal, alle in Harray Mainland.
Größere Farmen hatten ein Wohnhaus und getrennte Nebengebäude, wie bei der Farm von Westnoss (Caithness) erkennbar war, während bei kleineren Wohnteil und Stall im selben Gebäude lagen. Die festen und gemütlichen Gebäude waren aus leicht verfügbar lokalen Sanden und Steinen errichtet. Mit Treibholz, Holz von alten Booten, Torf oder Fischbein und mit großen Bodenfliesen wurden nur verfügbare Materialien eingesetzt.
Kleinere Häuser hatten zwei Zimmer, „but“ und „ben“ genannt. But war der Wohnbereich, während ben der Schlafraum war. Die im 18. Jahrhundert aufkommenden Kastenbetten brachten etwas mehr Gemütlichkeit und Wärme. Zuvor haben die Leute auf Bänken um das Feuer oder entlang den Wände in Alkoven geschlafen.
Der zentrale Herd war mit einem Loch im Dach als Rauchabzug versehen. Dann wurde ein „Feuerbock“, wie er im Kirbuster Museum zu sehen ist eingeführt. Später wurde die Feuerstelle an den Giebel verlegt und im 19. Jahrhundert wurden Schornsteine eingeführte. Der Rauchabzug oder die „Liora“, diente aber auch als Lichteinlass, da, außer in größeren Häusern Fenster sehr klein waren oder gar nicht existierten.
Lokale Materialien wurden auch beim Mobiliar verwendet. Dazu gehörten die traditionellen „Orkney Chairs“ strohgeflochtene Stühle und andere Strohartikel wie Körbe und Taue. Während Torf, wo er verfügbar war, als Brennstoff verwendet wurde, mussten die Leute auf den Sanday und North Ronaldsay mit getrocknetem Kuhmist oder mit Seetang heizen. Öllampen sorgen für spärliches Licht.